# Contra o Método
Contra o Método: Esboço de uma Teoria Anarquista do Conhecimento é um livro de 1975 sobre a filosofia da ciência de Paul Feyerabend, no qual o autor argumenta que a ciência é uma empresa anárquica, não uma nomia. No contexto deste trabalho, o termo anarquia se refere à anarquia epistemológica.